# Barbara Witek
Barbara Witek (zm. 28 października 2013) – polska specjalistka w zakresie fitoplanktonu, oceanografii biologicznej, dr hab. nauk o Ziemi.

## Życiorys
1 lipca 2011 habilitowała się na podstawie oceny dorobku naukowego i pracy zatytułowanej Krótkookresowe fluktuacje fitoplanktonu w przybrzeżnej strefie Zatoki Gdańskiej. Pracowała w Katedrze Ochrony Środowiska w Wyższej Szkole Kaszubsko-Pomorskiej w Wejherowie, w Zakładzie Biologii i Ekologii Morza, Katedrze Cytologii i Embriologii Roślin, oraz w Instytucie Oceanografii na Wydziale Oceanografii i Geografii Uniwersytetu Gdańskiego.
Zmarła 28 października 2013.